# Premio Hispanoamericano de Cuento Gabriel García Márquez
El Premio Hispanoamericano de Cuento Gabriel García Márquez es un galardón literario otorgado desde 2014 por el Ministerio de Cultura de Colombia, a través de la Biblioteca Nacional a un libro de cuentos publicado, escrito en lengua española, que contribuya a la consolidación del género y de la industria editorial. La creación de este premio buscaba honrar la vida y los trabajos de Gabriel García Márquez, el escritor colombiano más conocido de todos los tiempos. Es considerado como uno de los estímulos más importante al género del cuento en habla hispana ya que ha entregado la suma de cien mil dólares al escritor ganador y tres mil dólares a cada uno de los cuatro finalistas. El galardón, con una vigencia de 20 años, se otorga a un libro de cuentos de un escritor, con la condición de que su obra haya sido originalmente escrita y publicada en español, editada por primera vez el año anterior al de la convocatoria y en la que el 50% de su contenido no haya sido publicado previamente en revistas, blogs, antologías, etcétera.

## Premiados
| Año  | Premiado           | Nacionalidad | Libro ganador                          | Finalistas | Jurados                                                                                               |
| ---- | ------------------ | ------------ | -------------------------------------- | --- | --- |
| 2014 | Guillermo Martínez | Argentina    | Una felicidad repulsiva                | Las otras de Carolina Bruck Anoche dormí en la montaña de Héctor Manjarrez Quisiera tener la voz de Leonard Cohen para pedirte que te marcharas de Oscar Sipán Mis documentos de Alejandro Zambra | Antonio Caballero Horacio Castellanos Moya Cristina Fernández Cubas Mempo Giardinelli Ignacio Padilla |
| 2015 | Magela Baudoin     | Bolivia      | La composición de la sal               | La muerte silba un blues de Gabriela Alemán Un lugar como este de Carlos Arámbulo Alguien soñará con nosotros de Mauricio Electorat Apocalipsis (todo incluido) de Juan Villoro                   | Luis Fayad Alberto Manguel Conrado Zuluaga Liliana Heker Margo Glantz                                 |
| 2016 | Luis Noriega       | Colombia     | Razones para desconfiar de sus vecinos | Las inglesas de Gonzalo Calcedo Acá el tiempo es otra cosa de Tomás Downey Signor Hoffman de Eduardo Halfon Siete casas vacías de Samanta Schweblin                                               | Héctor Abad Faciolince Hebe Uhart Javier Rodríguez Marcos Alberto Manguel Carla Guelfenbein           |
| 2017 | Alejandro Morellón | España       | El estado natural de las cosas         | Nuestro mundo muerto de Liliana Colanzi Un cementerio perfecto de Federico Falco Chicos y chicas de Soledad Puértolas Días de whisky malo de Daniel Salinas Basave                                | Roberto Burgos Cantor Vlady Kociancich Anne McLean Alberto Manguel Vicente Molina Foix                |
| 2018 | Edgardo Cozarinsky | Argentina    | En el último trago nos vamos           | Nadie es tan fuerte de Pablo Colacrai Las tormentas de Santiago Craig Terriers de Constanza Gutiérrez Hay días en que estamos idos de Andrés Mauricio Muñoz                                       | Piedad Bonnet Diamela Eltit Alberto Manguel Élmer Mendoza                                             |
| 2019 | No se celebró      | -            | -                                      | - | - |
| 2020 | No se celebró      | -            | -                                      | - | - |
| 2021 | No se celebró      | -            | -                                      | - | - |

## Galardonados por origen
| Nación    | Número de galardonados |
| --------- | ---------------------- |
| Argentina | 2                      |
| Bolivia   | 1                      |
| Colombia  | 1                      |
| España    | 1                      |